# Birkelane
Birkelane ist eine Stadt im Zentrum des Senegal. Sie ist Präfektur des Départements Birkelane in der Region Kaffrine. Die Schreibweise des Namens ist im amtlichen Gebrauch nicht ganz einheitlich, jedoch wird die am Ort selbst produzierte Internetseite des Conseil départemental die maßgebliche Schreibweise verwenden.

## Geographische Lage
Birkelane liegt im Westen der Region Kaffrine, 21 Kilometer von der Regionalpräfektur Kaffrine entfernt, am rechten nördlichen Ufer des Saloum, der ab hier ganzjährig Wasser führt und auf seinem Weg zum 110 Kilometer entfernten Atlantik nach Westen mäandriert.

## Geschichte
Der Ort Birkelane erhielt beim Ausbau der Bahnstrecke Dakar–Niger zwischen Thiès und Kayes, der zwischen 1907 und 1923 stattfand, eine Bahnstation.
Birkelane war ab 1976 Sitz einer Communauté rurale und eines Arrondissements. Als Letzteres in den Rang eines Départements erhoben wurde, erhielt Birkelane 2008 den rechtlichen Status einer Commune (Stadt). Das Stadtgebiet erstreckt sich von der Unterpräfektur aus gemessen
- 2,5 km nach Norden in Richtung der alten Piste Khallou Khaye
- 1 km nach Süden bis zum vallée morte
- 3 km nach Osten in Richtung forêt classée
- 1,5 km nach Westen zu einer Linie, die rechtwinklig von der Nordgrenze am Dorf Keur Ismaïla zur Südgrenze am vallée morte verläuft.

Daraus ergibt sich rechnerisch eine Stadtfläche von 15,75 km².

## Bevölkerung
Die letzten Volkszählungen ergaben für die Stadt jeweils folgende Einwohnerzahlen:
| Jahr | Einwohner |
| ---- | --------- |
| 1988 | ...       |
| 2002 | ...       |
| 2013 | 7.011     |

## Verkehr
Durch Birkelane führt die Nationalstraße N 1. Sie verbindet Birkelane mit der Hafenmetropole Dakar und den Städten Mbour, Fatick, Kaolack und Kahone im Westen sowie mit Kaffrine, Malem Hodar, Koungheul, Koumpentoum und Tambacounda im Osten und führt weiter bei Kidira über die malische Grenze nach Kayes. Mitten durch Birkelane und parallel zur N1 führt die Bahnstrecke Dakar–Niger, die für den Güterverkehr im Erdnussbecken und mit dem Nachbarland Mali von Bedeutung ist.
Über den zwischen Kaolack und Kahone 33 km entfernt gelegenen Flugplatz Kaolack ist Birkelane an das nationale Luftverkehrsnetz angeschlossen.